# 1942 en science-fiction
| Années de la science-fiction : 1939 - 1940 - 1941 - 1942 - 1943 - 1944 - 1945    |
| Décennies de la science-fiction : 1910 - 1920 - 1930 - 1940 - 1950 - 1960 - 1970 |

L'année 1942 a été marquée, en matière de science-fiction, par les événements suivants.

## Naissances et décès

### Naissances
- 12 février : Terry Bisson, écrivain américain, mort en 2024.
- 5 mars : Mike Resnick, écrivain américain, mort en 2020.
- 12 mai : Barry B. Longyear, écrivain américain, mort en 2025.
- 9 octobre : Jacques Chambon, enseignant, critique littéraire, anthologiste, éditeur, directeur littéraire, éditorialiste, traducteur et préfacier français, mort en 2003.
- 23 octobre : Michael Crichton, écrivain américain, mort en 2008.
- 28 décembre : Eleanor Arnason, auteure américaine.

### Décès
- 10 février : Ernest Pérochon, écrivain français, mort à 57 ans.

## Prix
La plupart des prix littéraires de science-fiction actuellement connus n'existaient alors pas.

## Parutions littéraires

### Romans
- L'Enfant de la science par Robert A. Heinlein.

### Nouvelles
- AL-76 perd la boussole par Isaac Asimov
- Cercle vicieux par Isaac Asimov
- La Création a pris huit jours par Robert A. Heinlein
- L'Étrange Profession de Mr. Jonathan Hoag par Robert A. Heinlein
- Méduse par Theodore Sturgeon
- Victoire par inadvertance par Isaac Asimov

## Sorties audiovisuelles

### Films
- L'Agent invisible contre la Gestapo par Edwin L. Marin.
- Croisières sidérales par André Zwobada.